# Associação Uruguaia de Futebol
A Associação Uruguaia de Futebol (AUF) (em castelhano: Asociación Uruguaya de Fútbol) é a entidade máxima do futebol no Uruguai. Foi fundada em 1900 e filiou-se a FIFA em 1923. É responsável pela organização de campeonatos de alcance nacional, como o Campeonato Uruguaio de Futebol. Também administra a Seleção Uruguaia de Futebol e a Seleção Uruguaia de Futebol Feminino.
Detém dois títulos mundiais (1930 e 1950) e duas medalhas de ouro nas Olimpíadas (Paris 1924 e Amsterdã 1928).
A FIFA reconhece a Seleção Uruguaia como tetra campeã mundial, reconhecendo os dois ouros nos Jogos Olímpicos conquistados antes de realizar sua própria competição de Copa do Mundo, por isso no emblema ostenta orgulhosamente as quatro estrelas.

## História
A Asociación Uruguaya de Fútbol foi fundada em 30 de março de 1900, com o nome The Uruguay Association Football League (TUAFL), por representantes de quatro clubes: Albion Football Club, Central Uruguay Railway Cricket Club (CURCC), Deustcher Fussball Klub e Uruguay Athletic Club. O primeiro presidente eleito pela entidade foi Pedro Charter, do Central Uruguay. A primeira sede da entidade estava instalada em uma sala da empresa de seguros El Siglo, localizada na rua Solís nº 15.
Em 1905, na presidência de Félix Ortiz de Taranco, a entidade passa a se chamar Liga Uruguaya de Football e, em 1915, já na presidência de Juan Blengio Rocao, o nome é alterado para Asociación Uruguaya de Football. No dia 6 de abril de 1932 foi instaurado o profissionalismo no futebol uruguaio com a criação da Liga Uruguaya de Football Profesional, o presidente da entidade na ocasião era Mario Ponce de León. O nome Asociación Uruguaya de Football retorna em 30 de junho de 1936 na presidência de Raúl Jude.
Em 1970, a federação recebe sua denominação atual Asociación Uruguaya de Fútbol. Esta castelhanização do termo "football" veio quando o presidente da federação era Américo Gil.

## Presidentes
| Presidente             | Período     |
| ---------------------- | ----------- |
| Pedro Charter          | 1900        |
| William Pool           | 1901        |
| Carlos Rowland         | 1902        |
| Jorge Clulow           | 1903 – 1904 |
| Félix Ortiz de Taranco | 1905        |
| Jorge Clulow           | 1906        |
| Héctor Rivadavia Gómez | 1907 – 1912 |
| Abelardo Véscovi       | 1913 – 1914 |
| Juan Blengio Rocca     | 1915 – 1918 |
| Ángel Colombo          | 1919        |
| León Peyrou            | 1920 – 1921 |
| José M. Reyes Lerena   | 1922 – 1923 |
| Atilio Narancio        | 1924 – 1925 |
| Héctor Rivadavia Gómez | 1926        |
| Raúl Jude              | 1927 – 1930 |
| César Batlle Pacheco   | 1931        |
| Mario Ponce De León    | 1932 – 1933 |
| Raúl Jude              | 1934 – 1937 |
| Aníbal Garderes        | 1938 – 1939 |
| Héctor Gerona          | 1940 – 1941 |
| Cyro Geanbruno         | 1942        |
| César Batlle Pacheco   | 1943 – 1952 |
| Miguel Ángel Cattaneo  | 1953 – 1956 |
| Fermín Sorhueta        | 1957 – 1960 |
| Omar Porcincula        | 1961 – 1963 |
| Américo Gil            | 1964        |
| Conrado Artigas Sáez   | 1965 – 1966 |
| Julio Lacarte Muro     | 1967 – 1969 |
| Américo Gil            | 1970 – 1972 |
| Fermín Sorhueta        | 1973        |
| Héctor Del Campo       | 1974 – 1976 |
| Carlos Keralto         | 1976        |
| Mario Garbarino        | 1977 – 1978 |
| Yamandu Flangini       | 1978 – 1980 |
| Matías Vázquez         | 1981 – 1982 |
| Héctor Joanicó         | 1983 – 1986 |
| Miguel Volonterio      | 1986        |
| Donato Griecco         | 1987        |
| Julio C. Franzini      | 1988 – 1989 |
| Julio César Maglione   | 1989 – 1990 |
| Hugo Batalla           | 1991 – 1993 |
| Carlos Maresca         | 1994 – 1996 |
| Eugenio Figueredo      | 1997 – 2006 |
| José Luis Corbo        | 2006 – 2008 |
| Washington Rivero      | 2008 – 2009 |
| Sebastián Bauzá        | 2009 – 2014 |
| Wilmar Valdez          | 2014 – 2018 |
| Ignacio Alonso         | 2018 –      |

Fonte: AUF